# Trisa
Trisa est une entreprise suisse fondée en 1887 et active dans l'hygiène bucco-dentaire, ayant son siège dans le canton de Lucerne.

## Histoire
Trisa est la première entreprise à mettre sur le marché la brosse à dents en nylon.

## Économie
Le groupe Trisa exporte 63 % de ses produits à l'étranger et pour ses brosses à dents 96 %.